# Gotō Shōjirō
Bá tước Gotō Shōjirō (後藤 象二郎 Hậu Đằng Tượng Nhị Lang,  ngày 13 tháng 4 năm 1838 – ngày 4 tháng 8 năm 1897) là một samurai và chính trị gia trong thời kỳ Bakumatsu và đầu thời kỳ Minh Trị. Ông là một nhà lãnh đạo Phong trào Tự do và Dân quyền (自由民権運動 jiyū minken undō) về sau phát triển thành một đảng phái chính trị ở Nhật Bản.

## Tiểu sử
Gotō chào đời tại phiên Tosa (nay là tỉnh Kōchi). Cùng với samurai đồng hương Tosa là Sakamoto Ryōma, ông bị thu hút vào phong trào cấp tiến Tôn vương Nhương di. Sau khi được thăng chức, về cơ bản ông đã nắm quyền trong chính trường của phiên Tosa và gây ảnh hưởng lên phiên chủ Tosa là Yamauchi Toyoshige đề nghị Tướng quân Tokugawa Yoshinobu trao trả quyền lực một cách hòa bình cho Thiên hoàng thông qua chính sách gọi là Đại chính phụng hoàn.
Sau cuộc Minh Trị Duy tân, Gotō được bổ nhiệm vào một số chức vụ, bao gồm Thống đốc Osaka, và sangi (Tham nghị), nhưng sau quyết định từ chức bỏ về quê vào năm 1873 do không đồng ý với chính sách hạn chế của chính phủ Minh Trị đối với phía Triều Tiên (tức là Chinh Hàn luận) và, nói chung, đối lập với sự chi phối chính phủ mới của phiên phiệt Chōshū-Satsuma. Hợp tác cùng Itagaki Taisuke, ông đã đệ trình một bản ghi nhớ kêu gọi thành lập một quốc hội được bầu cử phổ thông. Năm 1874, cùng với Itagaki Taisuke, Etō Shinpei và Soejima Taneomi từ phiên Hizen, ông đứng ra thành lập Aikoku Kōtō (Ái quốc Công đảng), tuyên bố, "Chúng ta, ba mươi triệu người ở Nhật Bản đều được ban cho một số quyền nhất định như nhau, trong đó có quyền hưởng thụ và bảo vệ cuộc sống và tự do, có được và sở hữu tài sản, kiếm kế sinh nhai và mưu cầu hạnh phúc. Những quyền này được Thiên nhiên ban tặng cho tất cả nam giới, và do đó, không thể bị tước đoạt bởi quyền lực của bất kỳ người nào." Lập trường chống chính phủ này thu hút những tàn dư bất mãn của tầng lớp samurai và tầng lớp quý tộc nông thôn (những người phẫn nộ với thuế tập trung) và nông dân (những người bất mãn với giá cả tăng cao và thu nhập thấp).
Sau Hội nghị Osaka năm 1875, Gotō trở lại chính trường trong một thời gian ngắn, tham gia Genrōin (Nguyên lão viện). Ông cũng đích thân quản lý một mỏ than ở Kyūshū (Mỏ than Takashima), nhưng nhận thấy việc làm ăn ngày càng thua lỗ, liền bán lợi tức cho Iwasaki Yatarō. Năm 1881, ông quay trở lại chính trường, hỗ trợ Itagaki Taisuke thành lập Jiyūto (Đảng Tự do) giúp phát triển phong trào daidō danketsu (liên hiệp) vào năm 1887.
Năm 1889, Gotō tham gia chính quyền Kuroda với tư cách là Bộ trưởng Truyền thông, giữ chức vụ đó dưới quyền nội các Yamagata đầu tiên và nội các Matsukata đầu tiên. Dưới hệ thống quý tộc mới kazoku (hoa tộc), ông được ban tước vị hakushaku (bá tước). Trong nội các Itō thứ hai, ông trở thành Bộ trưởng Nông nghiệp và Thương mại. Ông có dính líu đến một vụ bê bối liên quan đến giao dịch hợp đồng tương lai và buộc phải về hưu sớm. Sau một cơn đau tim, ông nghỉ hưu tại dinh thự mùa hè của mình ở Hakone, Kanagawa cho đến khi mất vào năm 1896. Mộ của ông nằm tại Nghĩa trang Aoyama ở Tokyo.